# Merochlorops gigas
Merochlorops gigas är en tvåvingeart som först beskrevs av Becker 1911.  Merochlorops gigas ingår i släktet Merochlorops och familjen fritflugor.
Artens utbredningsområde är Taiwan. Inga underarter finns listade i Catalogue of Life.